# Coccophagus javensis
Coccophagus javensis är en stekelart som beskrevs av Girault 1916. Coccophagus javensis ingår i släktet Coccophagus och familjen växtlussteklar. Inga underarter finns listade i Catalogue of Life.